# Laman
Laman is de naam van de oudste zoon van Lehi, de aartsvader in het Boek van Mormon. Laman wordt gekenschetst als zeer opstandig, hongerend naar macht en gezag, en later zelfs als moorddadig, omdat hij zowel zijn vader Lehi als zijn jongste broer Nephi wil vermoorden zodat hij zelf kan heersen. Als oudste zoon komt hem dat immers toe, is zijn rechtvaardiging.
Laman is de aartsvader van de Lamanieten, een volk dat door hem wordt geleerd om de nakomelingen van Nephi, de zogenaamde Nephieten, te haten en voortdurend oorlog tegen hen te voeren. 
Zijn jongere broer is Lemuël, die vooral wordt gekenschetst als een 'meeloper' van Laman, en wiens nageslacht daarom ook tot de Lamanieten wordt gerekend. 
De Lamanieten worden vele eeuwen later een rechtvaardig volk, terwijl de Nephieten juist tot grote ongerechtigheid vervallen. Het Boek van Mormon eindigt met een verslag van zeer bloedige oorlogen tussen Lamanieten en Nephieten, waarin de Nephieten vrijwel worden uitgeroeid, met uitzondering van een klein aantal overlopers naar de Lamanieten. 
De mormonen gaan ervan uit dat veel van de huidige inheemse bewoners van Latijns-Amerika nakomelingen zijn van de Lamanieten, en dat dit een verklaring is voor de zeer sterke groei van het ledenaantal in juist en vooral Latijns-Amerika. 
Mormoonse latino's duiden zichzelf tegenwoordig ook weleens aan met de naam Lamanieten. Zo heeft de mormoonse Brigham Young University een dansgroep genaamd Lamanite Generation, waarvan de meeste deelnemers latino's zijn. 

## Rivier de Laman
Het Boek van Mormon vermeldt ook een rivier met de naam Laman, die op vijf dagen afstand van Jeruzalem in de woestijn langs de Rode Zee zou hebben gelegen. Deze rivier kwam uit het zuidzuidoosten maar stroomde uit in de fonteinen van de Rode Zee, nabij de vallei van Lemuël. (1 Nephi 2:8-10). De rivier heeft de naam Laman van de oudste zoon van Lehi gekregen. In het Boek van Mormon worden namen van personen regelmatig toegekend aan geografische plaatsen, zoals landen, steden en rivieren.
Afgezien van het Boek van Mormon is er geen historisch bewijs voor het bestaan van Laman, noch de persoon noch de rivier.